# Disco Infiltrator
Disco Infiltrator è un singolo del gruppo musicale statunitense LCD Soundsystem, pubblicato nel 2005 dalla DFA Records come sesto estratto dall'album LCD Soundsystem.

## Il singolo
La canzone è stata scritta dal leader degli LCD Soundsystem James Murphy e prodotto da Murphy e Tim Goldsworthy come The DFA. Contiene un campionamento da Home Computer dei Kraftwerk.
Il lato B della versione in 7" è una cover di Slowdive di Siouxsie and the Banshees dall'album A Kiss in the Dreamhouse del 1982. La cover è stata registrata durante una performance dal vivo in studio per XFM Londra.

## Tracce
7"
Lato A
1. Disco Infiltrator (Radio Edit) - 3:39 (Murphy)

Lato B
1. Slowdive (XFM Session) - 4:04 (testo: Sioux - musica: Siouxsie and the Banshees)

12"
Lato A
1. Disco Infiltrator (Vocal)

Lato B
1. Disco Infiltrator (Instrumental)

12" (Remixes)
Lato A
1. Disco Infiltrator (FK's Infiltrated Vocal)°

Lato B
1. Disco Infiltrator (FK's Infiltrated Dub)°

CD
1. Disco Infiltrator - 4:59
2. Slowdive (XFM Session) - 4:04

## Formazione
- James Murphy - voce
- Philip Mossman - chitarra
- Tyler Pope - basso
- Nancy Whang - sintetizzatore
- Patrick Mahoney - batteria

### Altri musicisti
- Eric Broucek - battimani e coro in °
- Mandy Coon - battimani e coro in °

° Remixati da François Kevorkian.